# Fenyéd
Fenyéd (románul Brădești) falu Romániában, Erdélyben, Hargita megyében.
Székelyudvarhely peremközsége, tőle 5 km-re északkeletre, a Nagy-Küküllő és a Fenyéd-patak összefolyásánál fekszik, Küküllőkeményfalva tartozik hozzá. 1910-ben 767, túlnyomórészt magyar lakosa volt. A trianoni békeszerződésig Udvarhely vármegye Udvarhelyi járásához tartozott. 1992-ben 909 lakosából 901 magyar és 8 román volt.

## Látnivalók
- Barokk római katolikus temploma 1763-ban épült a korábbi középkori templom helyére. 1926-ban bővítették és felújították.